# Ariarate I di Cappadocia
Ariarate I (in greco antico Ἀριαράθης, Ariaráthēs; 404 a.C. circa – 322 a.C.) fu satrapo e poi re della Cappadocia.

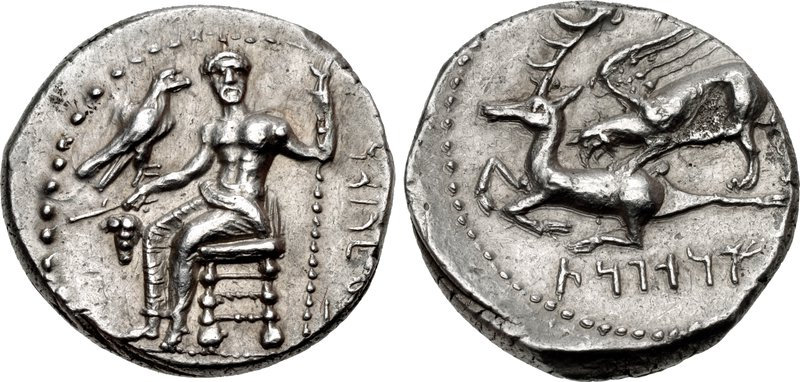
Moneta su cui rappresentato Ariarate I.

Figlio del satrapo Ariamne I di Cappadocia, governò dal 331 a.C. o 330 a.C. fino alla sua morte nel 322 a.C. Era noto per l'amore che nutriva verso il fratello Oloferne, per questo venne soprannominato Filadelfo (in greco antico Φιλάδελφος, Philádelphos). Fu mandato ad assistere il suo signore supremo Artaserse III nel recupero dell'Egitto, 350 a.C. e poi devotamente sostenne Dario III.
Alessandro Magno conquistò la Cappadocia durante il suo cammino e vi installò un governatore (sebbene siano dati due nomi diversi a questo governatore). Alla morte di Alessandro, Ariarate in qualche modo assunse il potere come primo re di Cappadocia e allargò anche il suo regno annettendovi la Cataonia. Dopo la morte di Alessandro, 323 a.C., Perdicca aveva designato Eumene di Cardia governatore della Cappadocia; ma essendosi Ariarate rifiutato di sottomettersi a Eumene, Perdicca gli mosse guerra. Ariarate venne sconfitto, preso prigioniero, e crocifisso, insieme a molti parenti, nel 322 a.C. Eumene allora ottenne il possesso della Cappadocia. Ariarate aveva all'incirca 82 anni quando morì; aveva già adottato come suo figlio Ariarate II, il figlio maggiore di suo fratello Oloferne.